# Tateshina
Tateshina (立科町?) è una cittadina giapponese della prefettura di Nagano.